# Suleïman al-Fahim
Pour les articles homonymes, voir Fahim.
Dr. Abdul Kareem Sulaiman Al-Mohammad Fahim (en arabe : سليمان أبو كريم محمد الفهيم) (né en 1977 à Dubaï, Émirats arabes unis), plus populairement connu sous le nom de Sulaiman Al-Fahim est un milliardaire.
Né en 1977 à Dubaï,  Al-Fahim a été exposé au monde des affaires à un âge précoce. Dès l'âge de onze ans, Al-Fahim travaille dans la pharmacie orientale de son père après l'école. À l'âge de 14 ans, il commence à investir dans la bourse sous le nom de sa mère et à 15 ans il investit dans le marché de l'immobilier. À l'âge de 18 ans il fonde le « Sulaiman Al Fahim Group », qui finance l'éducation sportive dans les Émirats arabes unis. En 1998, il est laissé orphelin après que ses parents et son plus jeune frère ont été impliqués dans un fatal accident de la route près de l'aéroport de Dubaï. À la suite de la perte de sa famille, il s'installe aux États-Unis pour commencer une nouvelle vie. Al-Fahim a obtenu un doctorat en investissement immobilier et un MBA en finances et immobilier de la Kogod School of Business de l'université américaine à Washington.

## Hydra Properties
Al-Fahim est chef de la direction de Hydra Properties, une entreprise immobilière des Émirats arabes unis qu'il a fondé en 2005. Les projets actuels incluent Al Reem Island, Mazatlan, Abou Dabi et Dubaï.

## Hydra Executives
Al-Fahim est le fondateur et animateur de la société de production de télé-réalité Hydra Executives qui a été lancé au printemps 2008. Al-Fahim a souvent été prénommé à titre, Donald Trump d'Abou Dabi. Hydra Executives va être présenté à partir de la mi-octobre 2008 sur Real Estate TV au Royaume-Uni et en Irlande, que l'on trouve sur Sky Television. Hydra Executives sera également diffusée sur la VOD via www.realestatetv.tv
Grand joueur d'échecs, Al-Fahim a représenté son pays en tant que jeunes et est actuellement président de l'Association Échecs Émirats arabes unis, il affirme également avoir été classé cinquième au monde à l'âge de neuf ans. Dans le cadre de son entreprise, Hydra Properties est impliqué dans le parrainage de Sports à la télévision à Dubaï, d'une équipe de football au Costa Rica et dans la Bundesliga allemande. Al-Fahim s'est lancé dans la construction d'une nouvelle académie de football à Abou Dhabi avec le club de football italien, l'Inter Milan.

## Manchester City
Le 1er septembre 2008, Abu Dhabi United Group, dont Al-Fahim fait partie, a acheté le club de Premier League de football Manchester City. L'accord a été signé à l'Emirates Palace Hotel en la présence d'Al-Fahim, qui représentait Abu Dhabi United Group et il est prévu qu'il siège au conseil municipal de Manchester. Dans les heures qui suivent l'achat du club, Abu Dhabi United Group a financé l'achat de Robinho pour un transfert record en Grande-Bretagne de 32,5 millions de dollars. Il a également dit qu'il voulait recruter des joueurs tels que Lionel Messi, Sergio Ramos, Javier Mascherano, Philipp Lahm, Fabio Cannavaro et Kaká. Les rumeurs de départ concernant Kaká s'accélèrent en 2008 quand l'AC Milan ne réussit pas à se qualifier pour la ligue des champions.
En janvier 2009 lors du mercato d'hiver, Manchester City fait une offre officielle allant de 120 à 150 millions d'euros selon les différentes sources, pour s'attacher les services de Kaká. L'accord est alors tout près de se conclure quand le père de Kaká et les représentants du joueur brésilien se déplacent à Manchester pour rencontrer les dirigeants mancuniens. L'offre de Manchester constituerait alors un record d'indemnités de transferts, imprimant un peu plus la présence des riches émiratis dans le football anglais si elle venait à se réaliser. Finalement la proposition sera rejeté par Kaká, beaucoup trop attaché à l'AC Milan. Préférant privilégier l'aspect sportif plutôt que l'aspect financier, il refuse alors un salaire qui aurait été évalué à 580 000 euros par semaine. Kaká quitta cependant le Milan AC lors du mercato d'été 2009 pour le Réal Madrid, avec un transfert estimé à environ 66M€. Avec Suleïman al-Fahim comme propriétaire et argentier du club, Manchester City envisage sérieusement de recruter les meilleurs joueurs de football de la planète. Cesc Fàbregas, Fernando Torres, Ruud van Nistelrooy, Gianluigi Buffon, David Villa, Thierry Henry et Cristiano Ronaldo constituent des cibles claires.
Le 26 août 2009, il rachète le Portsmouth FC à Alexandre Gaydamak. Il cède cependant le club à Al-Faraj, un autre homme d'affaires de même origine.

## Vie personnelle
Al-Fahim est un fan des clubs de football de Al Ain et Al-Jazira. Il lui a été attribué le Visionary Award 2007 que le Moyen-Orient décerne aux chefs d'entreprise. Al-Fahim a épousé sa nouvelle épouse, à Dhabya, en juin 2003.